# Музично-драматична школа Миколи Лисенка

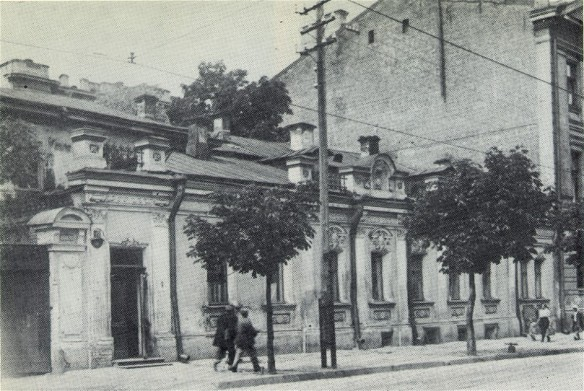
Будинок на Великій Підвальній, 15, в якому у 1904 році відкрилась школа М. Лисенка

Музично-драматична школа Миколи Лисенка (від 1913 — Музично-драматична школа імені Миколи Лисенка) — приватна школа, відкрита у 1904 році в Києві завдяки коштам, зібраним громадою з нагоди ювілею композитора. Містилася у будинку № 15 по вул. Великій Підвальній. Свою роботу розпочала восени того ж 1904 року, про що свідчать матеріали переписки Управління Київського учбового округу з Міністерством внутрішніх справ від 20 серпня 1904 року. У 1913 році названа школою імені М. Лисенка. У 1918 році на базі школи був утворений Державний музично-драматичний інститут імені М. В. Лисенка.

## Загальні відомості
Це була перша українська музична школа (українська мова викладання, викладачі-українці, портрети видатних українських діячів на стінах школи тощо) на території тодішньої Російської імперії (з 1903 р. у Львові, тоді — Австро-Угорщина, навчання українською мовою велось у Вищому музичному інституті ім. М. Лисенка).
Перші уроки з фаху фортепіано Микола Лисенко починав не з постановки руки, а зі співу українських дитячих народних пісень.
Лисенко як педагог мав свою систему навчання, яка полягала в засвоєнні технічного матеріалу (гами, вправи, етюди), прослуховуванні та детальному розборі вибраних для роботи п'єс, музичної інтерпретації твору (Лисенко ілюстрував учням лише окремі фрагменти твору, щоб не нав'язувати власної думки; спонукав їх до творчості). Він дуже вдумливо підбирав навчальні програми, з урахуванням можливостей та здібностей учнів. Обов'язковими були твори Йоганна Себастьяна Баха, Людвіга ван Бетховена, Фридерика Шопена (власних творів Лисенка учні не грали).
Вихованці Музично-драматичної школи систематично залучались до сольних та камерних виступів. Найвидатнішими учнями Миколи Лисенка були Левко Ревуцький, Кирило Стеценко, Анатолій Буцький, Михайлина Комар-Гацька, Олександра Мандельштам.
У 1918 році на базі школи був утворений Державний музично-драматичний інститут імені М. В. Лисенка.

## Відомі викладачі
- Астаф'єва Віра Леонідівна — сольний спів

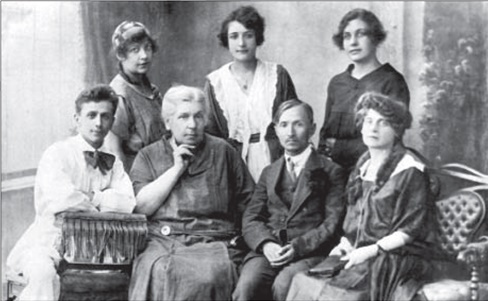
Викладачі школи на чолі з М. Старицькою (друга в першому ряду, 1916)

Клас танців і пластики Адольфіни Пашковської, 1918

- Брикін Степан Васильович — клас співу
- Вольська Надія Василівна — гра на фортепіано
- Вонсовська Олена Миколаївна — гра на скрипці
- Гаєвський Григорій Парфенович — сценічне мистецтво
- Гущин Федір Ілліч — вокал
- Єгоров Єгор Єгорович — вокал
- Зотова Марія Василівна — сольний та оперний спів
- Конча Катерина Йосипівна — сольний та оперний спів
- Коппіні — флейта
- Кошиць Олександр Антонович — хоровий спів
- Кучугура-Кучеренко Іван Іович — бандура
- Леонтович Микола Дмитрович — хорова справа
- Лепковський Євген Аркадійович — сценічна майстерність
- Лисенко Микола Віталійович — гра на фортепіано
- Лисенко Мар'яна Миколаївна — гра на фортепіано
- Лисенко-Шило Галина Миколаївна — вокал та фортепіанна гра
- Любомирський Григорій Львович — композиція, теорія музики і сольфеджіо
- Мандельштам Олександра Максиміліанівна — гра на фортепіано
- Матковський Григорій Гнатович — театральна культура
- Маслянникова Катерина Миколаївна — фортепіано
- Мишуга Олександр Пилипович — сольний спів
- Муравйова Олена Олександрівна — сольний спів
- Орешкевич Федір Гаврилович — вокал
- Адольфіна Пашковська — пластика і танці
- Перетц Володимир Миколайович — історія драми
- Сікорський Іван Олексійович — фізіогноміка (1908—1912)[3]
- Слива-Аксененко Анастасія Митрофанівна — клас фортепіано
- Старицька Марія Михайлівна — сценічна майстерність і декламація
- Стешенко Іван Матвійович — історія драми
- Воут Костянтин Августович — клас скрипки
- Коль Йосип Якович — гра на духових інструментах
- Шебелик Ян Богумілович — клас віолончелі
- Фаллада-Шквор Агнеса Іванівна — клас арфи
- Н. Поспішил, І. Петр — клас віолончелі

## Директори
- 1904—1912 — Лисенко Микола Віталійович
- 1912—1915 — Вонсовська Олена Миколаївна
- 1915—1918 — Лисенко Мар'яна Миколаївна

## Відомі випускники
- Степан Бондарчук
- Віктор Будневич
- Анатолій Буцький
- Марта Валицька
- Олексій Ватуля
- Василь Верховинець
- Олена Голіцинська
- Ніна Горленко
- Софія Горст
- Марія Гребінецька
- Марія Приємська
- Григорій Долгов
- Олімпія Добровольська
- Наталія Дорошенко
- Олена Драгомирецька
- Прохор Коваленко
- Олександр Крамов
- Юрій Лисенко
- Анастасія Малишко
- Софія Мануйлович
- Марія Машир
- В'ячеслав Мерзляков
- Михайло Микиша
- Денис Мироненко
- Валерія Валерик
- Леонід Пахаревський
- Мирон Полякін
- Левко Ревуцький
- Зінаїда Рибчинська
- Борис Романицький
- Поліна Самійленко
- Антоніна Смерека
- Ганна Совачева
- Софія Стадникова
- Василина Старостинецька
- Кирило Стеценко
- Платон Строганов
- Поліна Нятко
- Марко Терещенко
- Євгенія Сагуцька (Сандуцці) — меццо-сопрано
- Анна Потоцька — драматичне сопрано
- Марія Донець-Тессейр (Муся де-Тессейр)
- Софія Мирович
- Варвара Долинська-Михалевич
- Олена Шехоніна-Сергеєва
- Юлія Лозинська
- Надія Шихуцька-Мінченко
- Наталія Калиновська

Серед учнів школи в літературі згадуються також Лідія Мрозовська, Ніна Бімман, В. Мурлова, Ольга Карабчевська, Сара Давидова, Сара Ґольдберґ, Маруся Тихменєва, Надія Проценко, Тихон Проценко, Марина Поль, Жарковський, Милявська, Шило, Вінницький, Дурдуківський, Павловський, П. Рузська, Ніколаєв, Файбиш, Ясновська, Гур'янов (баритон), А. Ф. Спасовська (колоратурне сопрано), К. Гзовська, І. Г. Чемоданов, О. Д. Булашева, Л. Д. Рейтеровська, К. О. Платонова, Є. М. Миколаєнко, Є. П. Новикова, Т. О. Темірова-Буразера, С. В. Покровська та ін.